# Île Harbledown
L'île Harbledown (en anglais : Harbledown Island) est une île située entre le détroit de Johnstone et le détroit de la Reine-Charlotte en Colombie-Britannique, au Canada.